# Armenien i olympiska vinterspelen 2010
Armenien deltog med fyra deltagare vid de olympiska vinterspelen 2010 i Vancouver. Ingen av landets deltagare erövrade någon medalj.

## Alpin skidåkning
- Arsen Nersisyan
- Ani-Matilda Serebrakyan

## Längdskidåkning
- Kristine Khachatryan
- Sergey Mikayelyan